# Cutro
Cutro község (comune) Calabria régiójában, Crotone megyében.

## Fekvése
A megye déli részén fekszik. Határai: Belcastro, Crotone, Isola di Capo Rizzuto, Mesoraca, Roccabernarda, San Mauro Marchesato és Scandale.

## Története
A település elődjét a Magna Graeciában megtelepedő görögök alapították Küthérion néven. 

## Népessége
A népesség számának alakulása:

## Főbb látnivalói
- Villa Margherita
- Santissima Annunziata-templom
- San Rocco-templom
- Santa Chiara-templom